# Bisdom Alleppey
Het bisdom Alleppey (Latijn: Dioecesis Alleppeyensis) is een rooms-katholiek bisdom met als zetel Alappuzha (voorheen Alleppey genaamd), in India. Het bisdom is suffragaan aan het aartsbisdom Trivandrum. 

## Geschiedenis
Het bisdom werd opgericht op 19 juni 1952, uit delen van het bisdom Cochin, en was suffragaan aan het aartsbisdom Goa en Daman. Op 19 september 1953 veranderde het van kerkprovincie en werd suffragaan aan het aartsbisdom Verapoly. Op 15 juni 2004 veranderde het nogmaals van kerkprovincie en werd suffragaan aan het aartsbisdom Trivandrum. 

## Parochies
Het bisdom had in 2020 een oppervlakte van 333 km2 en telde 833.260 inwoners waarvan 20,1% rooms-katholiek was.

## Bisschoppen
- Michael Arattukulam (19 juni 1952 - 28 april 1984)
- Peter Michael Chenaparampil (28 april 1984 - 9 december 2001; coadjutor sinds 19 november 1982)
- Stephen Athipozhiyil (9 december 2001 - 11 oktober 2019; coadjutor sinds 16 november 2000)
- James Raphael Anaparambil (11 oktober 2019 - heden; coadjutor sinds 7 december 2017)

## Galerij van afbeeldingen

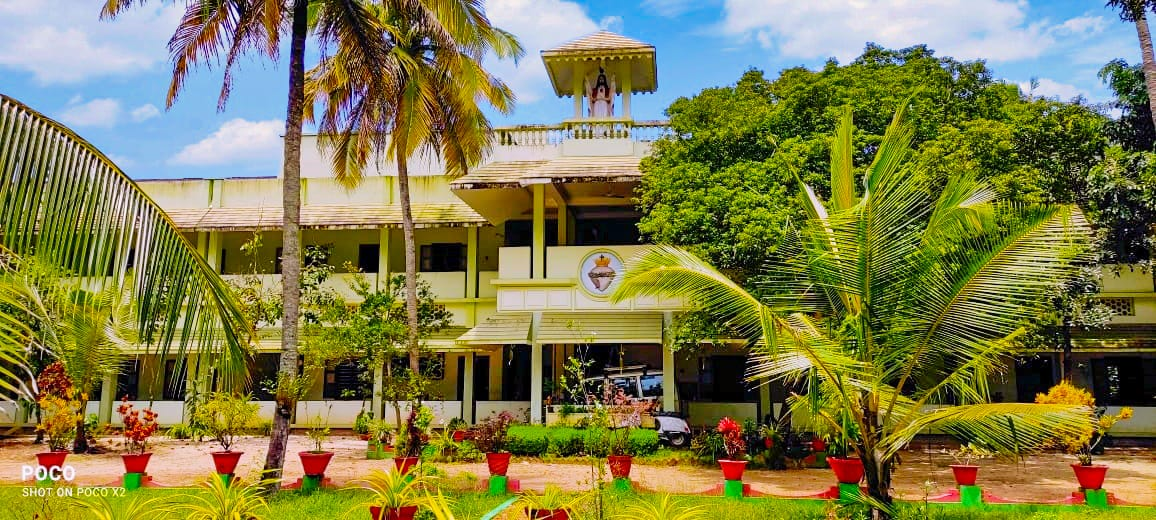
Sacred Heart-seminarie in Mayithara

Trivandrum (aartsbisdom) · Alleppey · Neyyattinkara · Punalur · Quilon